# NK Istra 1961
NK Istra 1961 š.d.d. je hrvatski nogometni klub iz Pule, koji od sezone 2009./10. igra u prvoj hrvatskoj nogometnoj ligi, nakon što je postao prvakom Druge HNL sezone 2008./09. Najveći uspjesi kluba su igranje u finalu hrvatskog nogometnog kupa sezona 2002./03. i 2020./21., te osvajanje naslova prvaka 2. HNL, sezona 2003./04. i 2008./09. Svoje domaće utakmice Istra 1961 igra na stadionu Aldo Drosina, te nastupa u zeleno-žutim dresovima. Najpoznatiji igrači koji su igrali za Istru 1961 su Manuel Pamić, Stiven Rivić, Asim Šehić, Hrvoje Milić i hrvatski reprezentativac Nikola Kalinić. Prijašnja imena kluba su Uljanik, Pula 1856, Pula Staro Češko i Pula.

## Povijest
Pulsko brodogradilište Uljanik osnovalo je Nogometni klub Uljanik, 1948. godine, a od njega je nastala današnja NK Istra 1961. Među osnivačima bio je Ante Blašković. Dana 21. svibnja 1956. godine članovi NK Pule donijeli su odluku o osnivanju zanatske radionice radi stjecanja prihoda osnivaču, klubu NK Pula. Razlog je bio da bi omogućili rad kluba odnosno sredstva za kupovinu opreme i sudjelovanja na natjecanjima. Osnivanje je odobreno rješenjem NO općine Pula od 6. srpnja 1956., a Okružni privredni sud u Rijeci donio je rješenje o upisu "Elektroservis" zanatska radnja 24. studenoga 1956. godine. Temeljem Odluke Radničkog savjeta Elektroservisa odobren je upis promjene naziva firme i predmeta poslovanja: "Tehnomont" montažno poduzeće Pula.
Prve uspjehe postiže 1959. i 1960. godine kada igra u kvalifikacijama za drugu jugoslavensku ligu. Godine 1961. dolazi do spajanja s NK Pulom u današnju NK Istru. Od tada, klub prestaje djelovati do 1964. godine, kada je na inicijativu Silvana Faragune i Ivana Čehića ponovno počeo s radom, te nastupa u općinskoj ligi Pule. 
Klub je od sezone 1966./67. nastupao u regionalnoj ligi Rijeka – Pula. Godine 1978. su kao prvoplasirana momčad lige, stekli pravo nastupa u jugoslavenskoj međurepubličkoj ligi, koju su tada činile Slovenija, Zagreb, Istra, Rijeka te dio Bosne i Hercegovine. No, u toj ligi Uljanik nije nastupio, jer se u njemu već natjecala pulska Istra, a grad je odlučio da ne može financirati dvije ekipe u istom rangu natjecanja. Isti uspjeh postiže i 1983., no ni tada ga grad nije podupro, te se nastavlja natjecati u regionalnoj ligi.  
Nakon osnivanja Hrvatske nogometne lige, klub je igrao u drugoj ligi, od 1993. do 1998. kada ispada u treću ligu. Godine 2001. postaje prvak Treće HNL, te se vraća u drugu ligu.  

### Finale kupa
Dvije godine kasnije, klub ostvaruje svoj najveći uspjeh. Sezone 2002./03. pod vodstvom trenera Elvisa Scorie, Istra 1961, tada pod imenom Uljanik, igrala je u finalu hrvatskog nogometnog kupa, gdje su poraženi od splitskog Hajduka (0:1, 0:4). To je zasada jedini put da je klub iz druge lige igrao u finalu hrvatskog kupa. Unatoč tome, klub se nije uspio plasirati u prvu ligu.
Nakon jesenskog dijela sezone 2003./04., dotadašnji trener Scoria, prelazi u Rijeku, a vođenje kluba preuzima bivši hrvatski reprezentativac, div iz Žminja Igor Pamić, koji je do tada vodio trećeligaša Žminj. Te sezone klub mijenja ime u NK Pula 1856. Naime, te je godine otvoreno brodogradilište Uljanik. Pod vodstvom Pamića, klub se plasirao u prvu hrvatsku nogometnu ligu, nakon što je postao prvakom 2. HNL – Jug, te u doigravanju u dramatičnoj utakmici pobijedio Međimurje (0:2, 2:0) nakon izvođenja jedanaesteraca. Junaci uzvratne utakmice bili su Josip Jerneić koji je postigao dva pogotka i odlučujući jedanaesterac, te mladi vratar Ervin Radulović koji je obranio četiri udarca s bijele točke.

### Prva liga
U svojoj prvoj prvoligaškoj sezoni 2004./05., Pula 1856, je nakon solidnog starta (1:1 na Poljudu, s tada aktualnim prvakom Hajdukom; prvi prvoligaški pogodak Pule postigao je Manuel Pamić, i 3:3 protiv Dinama), u 4. kolu protiv Osijeka ostvarila prvu povijesnu prvoligašku pobjedu. Pula 1856 je te sezone bila gotovo nepobjediva na vlastitom terenu (samo Hajduk ju je uspio pobijediti), dok na gostujućem terenu nije ostvarila niti jednu pobjedu. Klub sezonu završava na 10. mjestu, jednom iznad Međimurja koje je moralo igrati kvalifikacije za ostanak u prvoj ligi. 
Sezone 2005./06., zbog sponzorskog ugovora s Daruvarskom pivovarom, klub mjenja ime u NK Pula Staro češko, te na mjestu predsjednika kluba Giannija Rossandu zamjenjuje Orsat Zovko. Nakon katastrofalnog starta u sezonu Pamić daje ostavku, a novi trener postaje Milivoj Bračun. Pod Bračunovim vodstvom, Pula Staro Češko doživljava pravi preporod, niže dobre rezultate, te postaje jedno od najugodnijih iznenađenja prvenstva. Među ostalima, posebno se isticao bosanskohercegovački napadač Asim Šehić, koji je na kraju jesenskog dijela prvenstva prešao u švicarski Neuchâtel Xamax, kojeg je tada vodio trener svih trenera Miroslav Blažević. Unatoč tome pivari – kako su ih tada zvali, i na proljeće nastavljaju s dobrim rezultatima. Tada iznenada Bračun podnosi ostavku, te novi trener postaje bivši vatreni, Krunoslav Jurčić, koji je u svom debitantskom nastupu pobijedio Dinamo, te je Pula ostala za bod "kratka" od 6. mjesta koje je osiguravalo igranju u Ligi za prvaka. Nakon Šehićevog odlaska glavni igrač Pule postaje Stiven Rivić, koji je zajedno sa suigračima Vanjom Ivešom, Mahirom Iftićem, Manuelom Pamićem,Darko Raić-Sudar, i drugima, sigurno doveo klub do 7. mjesta. 
Nakon završetka sezone, Rivić, Pamić, Mijatović i Lukunić napuštaju klub. a Jurčiću je zbog špekulacija da bi mogao preći u Zagreb uručen otkaz.  Nakon raskida ugovora s Daruvarskom pivovarom, ime kluba mijenja se u NK Pula. Za vrijeme ljetne stanke iz zagrebačkog Dinama su "u paketu" došli trener Stjepan Deverić, te Šarić, Kwedi, Barnjak i Cvjetković posudbu. Međutim, uprava nije mogla jamčiti uvjete koje su igrači tražili, te su zajedno s Deverićem napustili klub. Novi trener postaje Branko Tucak. Tucak je već nakon par kola, zbog neslaganja s igračima i loših rezultata dao ostavku, te na kormilo Pule vraća se Kruno Jurčić. Klub je, opterećen financijskom krizom koja ga je pratila i prethodne dvije sezone, nizao loše rezultate, a jedan od rijetkih igrača koji se isticao bio je mladi Nikola Kalinić, koji je bio na posudbi iz Hajduka. Financijska kriza krajem godine doživljava svoj vrhunac, te Jurčić napušta klub kojemu je ozbiljno prijetilo gašenje. No, nakon intervencije istarskog župana, te dolaskom novih sponzora, osiguran je normalan rad kluba, te novi predsjednik postaje Darko Jergović, a Nenad Gračan novi trener. Kalinića je Hajduk, unatoč njegovoj izričitoj želji da ostane u Puli posudio Šibeniku, kao dio dogovora pri prelasku Ante Rukavine u redove splitskih bilih. Pula, unatoč stabilizaciji nastavlja s lošim rezultatima, posebno na kraju sezone, kada je Gračana zamijenio Stanko Mršić. Pula je svoju posljednju prvoligašku utakmicu do 2009. odigrala protiv Slaven Belupa, kojeg je tada vodio bivši trener kluba, Elvis Scoria. Klub sezonu završava na 11. mjestu, te je morao igrati dodatne kvalifikacije za ostanak protiv Zadra. U prvoj utkamici, u Zadru, Pula je, nakon sramotnog suđenja na njenu štetu, poražena s 3:0, a delegat utakmice Dragutin Poljak, je sucu Vladi Svilokosu dodijelio najnižu ocjenu u povijesti HNL-a. U drugoj utakmici, Pula je također poražena, ovaj put rezultatom 3:2, te ispada u drugu hrvatsku nogometnu ligu.

### Povratak u drugu ligu
Nakon ispadanja iz prve lige, puno igrača je napustilo klub, između ostalih i Vanja Iveša, Mahir Iftić, Zedi Ramadani, Marko Maksimović, Marko Radas te Marko Jurić. S druge strane najzvučnija pojačanja bili su golman Robert Lisjak, Saša Šest, iskusni napadač Zoran Zekić, te "povratnici" Dalibor Pauletić i Igor Žiković. Također su dovedeni mladi igrači s istarskog poluotoka (Goran Barišić, Andro Švrljuga, Goran Roce i dr.). Za trenera je postavljen Valdi Šumberac. U ljeto 2007., nakon što je pulski trećeligaš Istra, nekoliko puta odbio spajanje s Pulom, Istrini navijači Demoni su izjavili da će podržat Pulu (koja dotad nije imala organiziranu grupu navijača), ako promijene ime, te plave klupske boje u žuto-zelene. To je učinjeno pa je klub peti put u šest godina promijenio ime, ovaj put u NK Istra 1961. Drugoligašku sezonu Istra je jako dobro započela (14 bodova nakon 6. kola uz gol-razliku 16:1), a među igračima isticao se mladi napadač Saša Šest, koji je pristigao iz Kamen Ingrada. No, nakon toga uslijedio je kraći niz loših rezultata, te ispadanje iz 1/16 kupa od četvrtoligaša Podravine. Krajem listopada momčad je preuzeo proslavljeni trener Elvis Scoria, a Šumberac je ostao na mjestu prvog pomoćnika, te Istra završava polusezonu na četvrtom mjestu. U zimskom prijelaznom roku, redove pulskog prvoligaša su pojačali iskusni branič Šime Kurilić, veznjak Ivan Lajtman, bivši Hajdukov napadač Natko Rački, mladi veznjak Admir Malkić te golman Igor Lovrić. Scoria je seniorskoj ekipi pridružio i mladog juniora Paola Grbca. Istra je dobro krenula u nastavak prvenstva, te se nakon pobjede nad tada drugoplasiranim Hrvatskim dragovoljcem primakla na samo četiri boda zaostatka od mjesta koja vode u prvu ligu. Međutim, već u sljedećem kolu Istra 1961 je nakon niza katastrofalnih sudačkih pogrešaka na njenu štetu, poražena od lidera prvenstva, Croatije iz Sesveta, te se razlika povećala na sedam bodova zaostatka. Do kraja prvenstva, Istra nije napredovala na ljestvici, te sezonu završava na 3. mjestu, iako je u cijeloj sezoni primila samo 14 pogodaka. 
Nakon završetka sezone, Istrin najbolji strijelac Saša Šest prelazi u Croatiju Sesvete, Zoran Zekić u Segestu, a Darko Raić-Sudar završava karijeru. Uz njih, klub su još napustili Kurilić, Žiković, Dobrić, Grabovac i Stambolija. S druge strane, u klub su pristigli mladi igrači iz istarskih klubova, Prelčec, Okić, i Kepčija, te Dragan Tadić, Dalibor Božac, Marijan Nikolić i mladi Malijac Mohamed Kalilou Traore, kojeg je Elvisu Scoriji preporučio poznati španjolski trener Juande Ramos. Iako je Rijeka, nakon što je smijenila Zlatka Dalića, mjesto trenera ponudila Scoriji, on je to odbio, uz obrazloženje da je odlučio završiti "pulski projekt", te uvesti Istru u prvu ligu. Zeleno-žuti su solidno otvorili prvenstvo, te se klub najvećim djelom prvenstva nalazio pri vrhu tablice, tako da ni poraz nakon izvođenje jedanaesteraca u šesnaestini kupa od Karlovca, kojeg je vodio bivši Istrin trener Igor Pamić nije shvaćeno kao razočaranje. Nakon pobjede u pretposljednjem kolu protiv istog suparnika, te remija u posljednjem kolu u gostima kod vodećeg Slavonca, Istra polusezonu završava na drugom mjestu s četiri boda zaostatka za liderom prvenstva. Od igrača svojom atraktivnom igrom posebno se isticao Traore, te mladi Labinjan Ševko Okić koji je u polusezoni u 14 nastupa postigao 6 pogodaka. Nakon završetka polusezone, klub je zbog igranja na malonogometnim turnirima bez dopuštenja, raskinuo ugovor s napadačem Natkom Račkijem, Admir Malkić je poslan na posudbu u Žminj, a među zeleno-žute vratio se miljenik navijača, napadač Asim Šehić. Također, momčadi se priključio i Anton Dedaj. Istra je u proljetnom djelu prvenstva nastavila s dobrim igrama, te je 9. svibnja 2009. pobjedom protiv Solina tri utakmice prije kraja prvenstva osigurala nastup u Prvoj HNL iduće sezone. Već u idućem kolu se pobjedom protiv Pomorca po prvi put u sezoni našla na vrhu tablice. No, u idućem kolu je, uz veliku pomoć sudaca poražena na gostovanju protiv Karlovca, međutim pobjedom u zadnjem kolu nad Slavoncem, te uz poraz Karlovca, Istra je osvojila naslov prvaka Druge HNL.

### Ponovno u prvoj ligi
U ljetnom prijelaznom roku, Istra je uspjela zadržati Traorea, unatoč pokušajima njegovog menadžera da ga proda, a u kolovozu je, na opće iznenađenje, u Pulu stiglo najzvučnije igračko pojačanje u povijesti kluba, srpski reprezentativac Marjan Marković nakon isteka ugovora s Crvenom zvezdom. Unatoč tome što je konačno krenula obnova stadiona Aldo Drosina na koji bi se Istra 1961 trebala preseliti, klub zbog tehničkih nedostataka nije dobio privremenu licencu za igranje na svom stadionu Verudi, te je veći dio jesenske polusezone svoje domaće utakmice morao igrati u Rijeci, na Kantridi. Zbog loših rezultata, klub je sporazumno raskinuo ugovor sa Scorijom, te je za prvog trenera ponovno postavljen Valdi Šumberac. Nakon završetka polusezone, dolazi do promjena u upravi. Odlučeno je da se klub preregestrira iz udruge građana u športsko dioničarsko društvo, što je prvi korak prema privatizaciji. Odlukom IO kluba postupak preoblikovanja vodili su Stevo Mujdža, član IO kluba i Ivan Herak, izvršni dopredsjednik kluba, koji je obnašao i funkciju dopredsjednika Udruge klubova 1. HNL i člana Skupštine HNS-a. Novi predsjednik kluba postaje ruski poduzetnik Mihail Ščeglov. Ščeglov je tako ujedno postao i prvi strani predsjednik nekog hrvatskog kluba, te glavni sponzor kluba za sljedeće četiri sezone u koji bi trebao uložiti 800.000 € godišnje. Najzvučnije pojačanje kluba u zimskom prijelaznom roku bio je kamerunac Mathias Chago, koji je stigao na polugodišnju posudbu iz Dinama. Odmah nakon prvog poraza u nastavku sezone, smijenjen je Šumberac, te je za novog trenera izabran Zoran Vulić. Dobrim igrama, posebice pred kraj sezone, Istra završava na 11. mjestu, čime je izborila ostanak u ligi sljedeće sezone, a Asim Šehić je s 15 postignutih pogodaka bio treći najbolji strijalac lige.
U sezonu 2010./11., Istra je krenula s novim trenerom Antom Mišom, no smijenjen je već nakon drugog kola, te na njegovo mjesto dolazi bivši "vatreni" Robert Jarni. Međutim i on ubrzo daje ostavku, nakon što je u šest kola osvojio samo dva boda, te se na klupu Istre vraća Zoran Vulić, koji najprije pobjeđuje svoj bivši klub Hajduk u osmini finala hrvatskog kupa, a u 13. kolu klub konačno upisuje prvu ligašku pobjedu u sezoni. U nastavku prvenstva, Istra ispada u četvrtfinalu kupa od Cibalije, a pobjedom protiv Lokomotive u zadnjem kolu jesenskog dijela prvenstva, klub se oprostio od stadiona Veruda, jer seli na obnovljeni stadion Aldo Drosina. U nastavku sezone, nakon niza poraza Vulić napušta klub, a na njegovo mjesto vraća se Igor Pamić, te Istra završava sezonu na 15. mjestu. Iako je prema propozicijama natjecanja trebala ispasti u niži rang, prvak Druge HNL HNK Gorica nije dobila licencu za igranje u Prvoj HNL, te Istra ostaje u ligi.
U lipnju 2011., Istra i službeno postaje drugim privatiziranim nogometnim klubom u Hrvatskoj uz Hajduk, nakon preoblikovanja iz športske udruge u športsko dioničko društvo. Tako je stopostotni vlasnik kluba nakratko bio grad Pula, da bi nakon drugog kruga privatizacije većinski vlasnik postao predsjednik Mihail Šćeglov, s 52,5 % dionica, dok je gradu ostalo 47,4 %. Sezonu 2011./12. Istra je loše započela, te je u prvih 14 kola osvojila samo 11 bodova. Međutim, s nekoliko pojačanja u zimskom prijelaznom roku, od kojih su najznačajniji bili Sandi Križman, Tomislav Havojić, Alen Pamić, Tomislav Barbarić, te povratnik Stiven Rivić, Istra je odlično odigrala proljetni dio prvenstva, te je imala niz od deset utakmica bez poraza. Istra je ostanak u ligi osigurala dva kola prije kraja prvenstva, a remijem u posljednjem kolu sa Slaven Belupom sezonu završava na 9. mjestu. U domaćoj utakmici 24. kola protiv Rijeke, po prvi put u povijesti 1. HNL prekinuta je utakmica zbog ubacivanja baklji na teren, u 70. minuti pri rezultatu 1:0 za Istru. Budući da su obadvije navijačke skupine (Demoni i Armada) bile krive za prekid, odigrana je nova utakmica koja je završila bez pogodaka. U kupu, Istra je zaustavljena u četvrtfinalu od Dinama nakon izvođenja jedanaesteraca. S prosječno 2560 gledatelja na domaćim utakmicama, Istra je bila četvrti najgledaniji klub, iza Hajduka, Dinama i Rijeke.
Za vrijeme ljetnog prijelaznog roka 2012., klub su napustili Henri Belle, Stiven Rivić, Karlo Primorac i drugi, a najzvučnija pojačanje bio je Ahmad Sharbini, međutim već na kraju polusezone je napustio klub nakon samo šest odigranih utakmica. Većinu prvenstva Istra se nalazila izvan zone ispadanja, a odličnim nastupima u završnici prvenstva i pobjedom u pretposljednom kolu protiv Splita, osigurali su šesto mjesto na prvenstvenoj tablici, što je dosad najviši Istrin plasman. S 11 postignutih pogodaka, Goran Roce je dijelio peto mjesto na listi najboljih strijelaca. U kupu je Istra zaustavljena u osmini finala od Osijeka, porazom 3:2 nakon produžetaka. Na kraju sezone, izbornik  Igor Štimac pozvao je Hrvoja Milića za kvalifikacijski susret protiv Škotske, koji je tako postao prvi Istrin igrač u hrvatskoj reprezentaciji.
U ljeto 2013., iz kluba su otišli Mateo Sušić u njemački Energie Cottbus, Hrvoje Milić u ruski Rostov, Mislav Anđelković u Hajduk te Goran Roce u Split. S druge strane, novi igrači postaju Brazilac Jô, Petar Franjić, Ante Batarelo i Dejan Radonjić. Za vrijeme priprema, velika tragedija zadesila je igrače Istre kada je 21. lipnja od posljedica srčanog udara preminuo Alen Pamić, njihov suigrač, te sin trenera Igora Pamića. Alen je i ranije imao problema sa srcem, zbog čega se nekoliko puta srušio na travnjaku, te je do odlaska na nove pretrage u potpunosti prestao trenirati. Na pokopu u Žminju se po posljednji put s Alenom došlo oprostiti više tisuća ljudi.
Nakon poraza u prvom kolu od Rijeke, prvu pobjedu u sezoni Istra ostvaruje u trećem kolu na gostovanju kod Hrvatskog dragovoljca. Dobrim nastupima pri kraju polusezone, Istra završava na 6. mjestu, s jednom odigranom utakmicom manje jer je susret 17. kola protiv Dinama odgođen za proljeće zbog natopljenog travnjaka na stadionu Aldo Drosina. Istrin golman Antonijo Ježina debitirao je za reprezentaciju Hrvatske u prijateljskom susretu protiv Južne Koreje. Ušao je s klupe u 93. minuti te iste minute primio gol, doduše ne svojom krivicom. Istra se u kupu plasirala u polufinale, porazivši Zagreb nakon izvođenja jedanaesteraca u osmini finala, te Zadar u četvrtfinalu. Krajem godine Sandi Križman, najbolji Istrin strijelac uz Petra Franjića, te najbolji asistent lige uz Hajdukovog Jeana Kouassija napušta klub te prelazi u redove južnokorejskog Chunnam Dragonsa. Uz njega, Istru napušta i Ježina koji prelazi u Dinamo, te umjesto njega novi golman postaje Igor Lovrić koji se vratio u klub iz Lokomotive. U nastavku sezone, Istra je ispala u polufinalu kupa od Rijeke, ukupnim rezultatom 3:1, te je time propustila izboriti nastup u Europskoj ligi, jer bi im protivnik u finalu bio Dinamo, koji je već ranije osigurao igranje u Europi. Potom je uslijedio niz od gotovo dva mjeseca bez pobjede, međutim pobjedama u 34. i 35. kolu protiv Hajduka i Dinama, Istra je osigurala šestu poziciju. S devet postignutih pogodaka, Dejan Radonjić je bio najbolji Istrin strijelac sezone, a najbolji igrač Slavko Blagojević, kojeg je Joško Jeličić u emisiji RTL liga uvrstio među najbolju momčad sezone. Nakon što je preko četiri i pol godine vodio Istru, većinski vlasnik i predsjednik Michael Glover odlučio je smijeniti trenera Igora Pamića. Smjena je uslijedila nakon poraza od Hajduka u Splitu od 0:3. Prema neslužbenim informacijama, Igor Pamić bio je u sukobu s vlasnikom od početka suradnje. Najveći kandidat za novog trenera je Igor Štimac. Do konačnog izbora, na trenersko mjesto privremeno je imenovan športski direktor Robert Rubčić. Novi trener Andrej Panadić je podnio ostavku poslije šest mjeseci od imenovanja, nakon ligaškog poraza u prvom kolu od NK Osijeka na domaćem terenu.
Dana 2. srpnja 2021. Istra je u prijateljskoj utakmici pobijedila reprezentaciju Salvadora 2:1.

## Stadion
Istra 1961 je do 2011. igrala na stadionu Veruda, kada se preselila na novoobnovljeni stadion Aldo Drosina. Kapacitet stadiona je 10.000 mjesta, te udovoljava svim FIFA-inim kriterijima, kako bi se na njemu mogle odigravati i međunarodne utakmice hrvatske nogometne reprezentacije.

## Navijačka skupina
Navijačka skupina Istre 1961 su Demoni, kojih ima otprilike 300. Osnovani su 1992. godine kao navijači Istre, koja je tada igrala u prvoj ligi. U međuvremenu, "Istra" je ispala u treću ligu, a Istra 1961 (pod imenom Pula) se probila do prve. Godine 2007., nakon promjene imena i dresova kluba, Demoni su odlučili navijati za novu Istru. Tako su to sada navijači NK Istre 1961. Istra je sezone 2010./2011. s u prosjeku 1800 gledatelja na domaćim utakmicama, bila šesti najgledaniji klub HNL-a.

## Omladinska škola
U kluba djeluju i omladinski pogoni, koji su temeljito kadrovski i organizacijski reorganizirani 2007. godine, a za voditelja je postavljen Sergio Scoria. Omladinska škola je podijeljena u 7 dobnih skupina, te okuplja oko 150 mladih nogometaša. Juniori, kadeti i pioniri se natječu u Prvoj HNL, a mlađi pioniri te prednatjecatelji U-11 i U-9 u Županijskoj ligi.

## Dres
Istra 1961 je do sezone 2007./08., tradicionalno igrala u tamnoplavim dresovima. Nakon promjene imena, klub je preuzeo boje (zelenu i žutu) i dizajn dresa stare Istre, s iznimkom što je Istra 1961 na "domaćem" dresu imala vodoravne zeleno-žute pruge, a Istra okomite. Od 2013. godine igrači nose dresove talijanske marke Errea s kojim je klub potpisao ugovor do 2016. godine. Domaći dresovi od 2013. godine su žute boje sa zelenim grbom, dizajnirani prema grbu grada Pule. Nakon potpisa novog ugovora s markom Nike, od 2016. godine klub tradicionalne žuto-zelene boje mijenja s florescentno zelenim bojama. Gostujući dres ostaje crne boje dok treću garnituru krase zelena i žuta boja. Treći dres je u sezoni 2016./2017. rezerviran za utakmice hrvatskog kupa te prijateljske utakmice.

### Marka dresa i glavni sponzor
| Godina        | Marka dresa | Glavni sponzor     |
| ------------- | ----------- | ------------------ |
| 2007. – 2010. | Legea       | Puljanka           |
| 2011. – 2012. | Jako        | Croatia osiguranje |
| 2012.         | Puma        | Croatia osiguranje |
| 2013. – 2016. | Errea       | Croatia osiguranje |
| 2016. – 2018. | Nike        | Croatia osiguranje |
| 2018. – 2021. | Kelme       | Croatia osiguranje |
| 2021. – 2023. | Kelme       | Germania           |
| 2023. – danas | Joma        | Germania           |

## Grb
Sadašnji grb Istre 1961 uveden je nakon promjene imena 2007., te sliči prijašnjem grbu NK Istre. Iznad grba nalazi se zlatna lopta okružena arenom (motiv s prijašnjeg grba), a na vrhu se nalazi grb grada Pule. Lijeva strana grba je zelene, a desna žute boje, te se preko njih nalazi natpis NK ISTRA 1961. 

### Prijašnji grbovi
Grb Pule 1856 prikazivao je arenu, a ispod nje se nalazio grb grada Pule, a oko grba je bio natpis NK Pula 1856. Grbovi Pule Staro Češko i Pule su gotovo jednaki, te sliče sadašnjem grbu, s tim da je na njima lijeva polovica bila plave, a desna bijele boje. 
- Grb Uljanika (do 2003.)
- Grb Pule 1856 (2003. – 2005.)
- Grb Pule Staro Češko (2005. – 2006.)
- Grb Pule (2006. – 2007.)
- Grb Istre 1961 (2007. – danas)

## Rivali
Rivali Istre 1961 su gradski suparnik Istra i Rijeka. Rivalstvo s Istrom je bilo najizraženije sezone 2001./02. kada su se Istra 1961 (tada pod imenom Uljanik) i Istra do zadnjeg kola borili za naslov prvaka 2. HNL Zapad – Jug. Klub je od Istre "naslijedio" rivalstvo s Rijekom s kojom igra tzv. "susjedski derbi". Posebno je izraženo rivalstvo između Demona i Armade, te su se te dvije navijačke skupine nekoliko puta i sukobile.

## Uspjesi
- 2. HNL (2): 2003./04., 2008./09.
- 3. HNL – Zapad (2): 1992./93., 2000./01.
- Hrvatski kup: 
  - Finalist (2): 2002./03., 2020./21.

## Rezultati u ligi i kupu
| Sezona     | Liga                       | Pozicija | Bod. | U. | Pob. | R. | Por. | G+ | G- | Kup           | Ime                 |
| ---------- | -------------------------- | -------- | ---- | -- | ---- | -- | ---- | -- | -- | ------------- | ------------------- |
| 1992.      | 3. HNL – Zapad – skupina B | 3.       | 16   | 14 | 4    | 8  | 2    | 21 | 9  |               | NK Uljanik          |
| 1992./93.  | 3. HNL – Zapad             | 1.       | 39   | 30 | 16   | 7  | 7    | 56 | 32 | 1/16 finala   | NK Uljanik          |
| 1993./94.  | 2. HNL – Jug               | 14.      | 21   | 30 | 7    | 7  | 16   | 21 | 43 |               | NK Uljanik          |
| 1994./95.  | 2. HNL – Zapad             | 13.      | 44   | 35 | 8    | 15 | 40   | 48 |    |               | NK Uljanik          |
| 1995./96.1 | 2. HNL – Zapad             | 5.       | 62   | 34 | 18   | 8  | 8    | 58 | 36 |               | NK Uljanik          |
| 1996./97.1 | 2. HNL – Zapad             | 3.       | 63   | 30 | 19   | 6  | 5    | 65 | 21 |               | NK Uljanik          |
| 1997./98.  | 2. HNL – Zapad             | 6.       | 43   | 30 | 12   | 7  | 11   | 42 | 31 |               | NK Uljanik          |
| 1998./99.  | 3. HNL – Zapad             | 3.       | 46   | 30 | 13   | 7  | 10   | 33 | 35 |               | NK Uljanik          |
| 1999./00.  | 3. HNL – Zapad             | 3.       | 57   | 30 | 17   | 6  | 7    | 56 | 30 | 1/16 finala   | NK Uljanik          |
| 2000./01.  | 3. HNL – Zapad             | 1.       | 62   | 30 | 17   | 11 | 2    | 73 | 23 |               | NK Uljanik          |
| 2001./02.  | 2. HNL – Zapad-Jug         | 2.       | 59   | 30 | 17   | 8  | 5    | 57 | 26 | Kvalifikacije | NK Uljanik          |
| 2002./03.  | 2. HNL – Zapad-Jug         | 2.       | 67   | 32 | 20   | 7  | 5    | 63 | 31 | Finale        | NK Uljanik          |
| 2003./04.  | 2. HNL – Jug               | 1.       | 62   | 32 | 18   | 8  | 6    | 59 | 33 | Četvrtfinale  | NK Pula 1856        |
| 2004./05.  | 1. HNL                     | 10.      | 35   | 32 | 7    | 14 | 11   | 28 | 31 | Četvrtfinale  | NK Pula 1856        |
| 2005./06.  | 1. HNL                     | 7.       | 45   | 32 | 13   | 6  | 13   | 44 | 36 | 1/16 finala   | NK Pula Staro Češko |
| 2006./07.  | 1. HNL                     | 11.      | 29   | 33 | 6    | 11 | 16   | 28 | 40 | 1/16 finala   | NK Pula             |
| 2007./08.  | 2. HNL                     | 3.       | 58   | 30 | 17   | 7  | 6    | 42 | 14 | 1/16 finala   | NK Istra 1961       |
| 2008./09.  | 2. HNL                     | 1.       | 60   | 30 | 18   | 6  | 6    | 46 | 20 | 1/16 finala   | NK Istra 1961       |
| 2009./10.  | 1. HNL                     | 11.      | 35   | 30 | 9    | 8  | 13   | 31 | 40 | 1/8 finala    | NK Istra 1961       |
| 2010./11.  | 1. HNL                     | 15.      | 31   | 30 | 9    | 4  | 17   | 24 | 44 | Četvrtfinale  | NK Istra 1961       |
| 2011./12.  | 1. HNL                     | 9.       | 42   | 30 | 11   | 9  | 10   | 35 | 33 | Četvrtfinale  | NK Istra 1961       |
| 2012./13.  | 1. HNL                     | 6.       | 44   | 33 | 11   | 11 | 11   | 35 | 32 | 1/8 finala    | NK Istra 1961       |
| 2013./14.  | 1. HNL                     | 6.       | 44   | 36 | 12   | 8  | 16   | 45 | 56 | Polufinale    | NK Istra 1961       |
| 2014./15.  | 1. HNL                     | 9.       | 35   | 36 | 7    | 14 | 15   | 36 | 59 | Četvrtfinale  | NK Istra 1961       |
| 2015./16.  | 1. HNL                     | 9.       | 24   | 36 | 4    | 12 | 20   | 23 | 58 | 1/8 finala    | NK Istra 1961       |
| 2016./17.  | 1. HNL                     | 6.       | 39   | 36 | 10   | 9  | 17   | 33 | 49 | 1/8 finala    | NK Istra 1961       |
| 2017./18.  | 1. HNL                     | 9.       | 27   | 36 | 6    | 9  | 21   | 28 | 60 | Četvrtfinale  | NK Istra 1961       |
| 2018./19.  | 1. HNL                     | 9.       | 25   | 36 | 6    | 7  | 23   | 31 | 73 | 1/8 finala    | NK Istra 1961       |
| 2019./20.  | 1. HNL                     | 9.       | 25   | 36 | 5    | 10 | 21   | 27 | 59 | 1/8 finala    | NK Istra 1961       |
| 2020./21.  | 1. HNL                     | 9.       | 29   | 36 | 7    | 8  | 21   | 27 | 52 | Finale        | NK Istra 1961       |
| 2021./22.  | 1. HNL                     | 9.       | 31   | 36 | 7    | 10 | 19   | 42 | 67 | Četvrtfinale  | NK Istra 1961       |
| 2022./23.  | HNL                        | 5.       | 46   | 36 | 11   | 13 | 12   | 36 | 38 | 1/8 finala    | NK Istra 1961       |
| 2023./24.  | HNL                        | 8.       | 41   | 36 | 10   | 11 | 15   | 36 | 54 | 1/8 finala    | NK Istra 1961       |
| 2024./25.  | HNL                        | 6.       | 48   | 36 | 11   | 15 | 10   | 39 | 42 | Polufinale    | NK Istra 1961       |
| 2025./26.  |                            |          | 36   |    |      |    |      |    |    |               | NK Istra 1961       |

- 1 – Sezona 1995./96. i 1996./97. Druga HNL je predstavljala treći stupanj natjecanja.
- Izvor[44]

## Utakmice s drugim klubovima u 1. HNL
|                      | Ukupno | Ukupno | Ukupno | Ukupno | Ukupno    | Domaće ut. | Domaće ut. | Domaće ut. | Domaće ut. | Domaće ut. | Gostujuće ut. | Gostujuće ut. | Gostujuće ut. | Gostujuće ut. | Gostujuće ut. |  |  |  |  |  |
| Momčad               | Ut.    | Pob.   | Neod.  | Por.   | Gol-razl. | Ut.        | Pob.       | Neod.      | Por.       | Gol-razl.  | Ut.           | Pob.          | Neod.         | Por.          | Gol-razl.     |  |  |  |  |  |
| Cibalia              | 18     | 6      | 4      | 8      | 17:17     | 9          | 4          | 2          | 3          | 13:9       | 9             | 2             | 2             | 5             | 4:8           |  |  |  |  |  |
| Dinamo               | 16     | 2      | 3      | 11     | 11:35     | 9          | 2          | 2          | 5          | 6:10       | 7             | 0             | 1             | 6             | 5:25          |  |  |  |  |  |
| Hajduk               | 15     | 6      | 4      | 5      | 12:16     | 6          | 2          | 2          | 2          | 4:4        | 9             | 4             | 2             | 3             | 8:12          |  |  |  |  |  |
| Inter Z.             | 13     | 7      | 1      | 5      | 20:14     | 6          | 5          | 0          | 1          | 12:4       | 7             | 2             | 1             | 4             | 8:10          |  |  |  |  |  |
| Lokomotiva           | 11     | 4      | 3      | 4      | 14:12     | 6          | 3          | 2          | 1          | 11:8       | 5             | 1             | 1             | 3             | 3:4           |  |  |  |  |  |
| Osijek               | 15     | 2      | 4      | 9      | 18:25     | 7          | 1          | 2          | 4          | 10:14      | 8             | 1             | 2             | 5             | 8:11          |  |  |  |  |  |
| Rijeka               | 14     | 3      | 6      | 5      | 13:15     | 7          | 3          | 3          | 1          | 9:4        | 7             | 0             | 3             | 4             | 4:11          |  |  |  |  |  |
| Slaven Belupo        | 17     | 6      | 5      | 6      | 17:18     | 9          | 6          | 2          | 1          | 10:3       | 8             | 0             | 3             | 5             | 7:15          |  |  |  |  |  |
| Šibenik              | 9      | 1      | 4      | 4      | 8:13      | 4          | 1          | 1          | 2          | 5:8        | 3             | 0             | 3             | 2             | 3:5           |  |  |  |  |  |
| Split                | 7      | 3      | 0      | 4      | 6:8       | 3          | 2          | 0          | 1          | 3:1        | 4             | 1             | 0             | 3             | 3:7           |  |  |  |  |  |
| Zadar                | 11     | 2      | 5      | 4      | 11:15     | 5          | 2          | 2          | 1          | 7:5        | 6             | 0             | 3             | 3             | 4:10          |  |  |  |  |  |
| Zagreb               | 16     | 5      | 3      | 8      | 17:18     | 9          | 3          | 2          | 4          | 10:10      | 7             | 2             | 1             | 4             | 7:8           |  |  |  |  |  |
| Hrvatski dragovoljac | 7      | 3      | 1      | 3      | 7:5       | 4          | 3          | 0          | 1          | 6:2        | 3             | 0             | 1             | 2             | 1:3           |  |  |  |  |  |
| Lučko                | 2      | 2      | 0      | 0      | 4:0       | 1          | 1          | 0          | 0          | 2:0        | 1             | 1             | 0             | 0             | 2:0           |  |  |  |  |  |
| Varaždin             | 12     | 4      | 4      | 4      | 13:13     | 5          | 2          | 1          | 2          | 5:5        | 7             | 2             | 3             | 2             | 8:8           |  |  |  |  |  |
| Karlovac             | 9      | 4      | 2      | 3      | 13:9      | 4          | 4          | 0          | 0          | 7:0        | 5             | 0             | 2             | 3             | 6:9           |  |  |  |  |  |

## Najbolji strijelci po sezonama
| Sezona    | Igrač                                                                    | Broj golova |
| --------- | ------------------------------------------------------------------------ | ----------- |
| 2024./25. | Vinko Rozić                                                              | 7           |
| 2023./24. | Ante Erceg                                                               | 6           |
| 2022./23. | Ante Erceg                                                               | 11          |
| 2021./22. | Dion Drena Beljo                                                         | 15          |
| 2020./21. | Matej Vuk                                                                | 6           |
| 2019./20. | Mario Ćuže                                                               | 7           |
| 2018./19. | Ramón Miérez                                                             | 9           |
| 2017./18. | Goran Roce, Reagy Ofosu, Cosmin Matei, Dejan Maksimović, Aljoša Vojnović | 5           |
| 2016./17. | Goran Roce                                                               | 8           |
| 2015./16. | Stefan Nikolić                                                           | 5           |
| 2014./15. | Dejan Radonjić                                                           | 16          |
| 2013./14. | Dejan Radonjić                                                           | 9           |
| 2012./13. | Goran Roce                                                               | 11          |
| 2011./12. | Sandi Križman                                                            | 7           |
| 2010./11. | Siniša Linić                                                             | 5           |
| 2009./10. | Asim Šehić                                                               | 15          |
| 2008./09. | Mohamed Kalilou Traore                                                   | 9           |
| 2007./08. | Saša Šest                                                                | 8           |
| 2006./07. | Marko Radas, Almir Halilović                                             | 5           |
| 2005./06. | Stiven Rivić                                                             | 12          |
| 2004./05. | Darko Deranja, Josip Jerneić, Vedran Stošić, Almir Halilović             | 5           |

## Rekordi u HNL-u
- Najboji plasman – 5. mjesto, 2022./23. (10 klubova)
- Najlošiji plasman – 15. mjesto, 2010./11. (od 16 klubova)
- Najviša pobjeda: Istra 1961 – Međimurje 4:0, 18. veljače 2006., Osijek – Istra 1961 0:4, 29. ožujka 2013. i Zadar – Istra 1961 0:4, 30. listopada 2013.
- Najviši poraz: Dinamo – Istra 1961 7:1, 25. srpnja 2009., Dinamo – Istra 1961 6:0, 16. ožujka 2014.
- Najviše bodova: 45, 2005./06.
- Igrač s najviše postignutih golova na jednoj utakmici – Stiven Rivić, 3 gola, Inter Z. – Istra 1961, 15. travnja 2006., Goran Roce, 3 gola, Osijek – Istra 1961, 29. ožujka 2013.
- Igrač s najviše postignutih golova u sezoni – Dejan Radonjić, 16 golova (2014./15.)

- Igrači s najviše nastupa u Prvoj HNL:

| #   | Igrač             | Nastupa |
| --- | ----------------- | ------- |
| 1.  | Mislav Anđelković | 103     |
| 2.  | Goran Roce        | 97      |
| 3.  | Fausto Budicin    | 87      |
| 4.  | Asim Šehić        | 86      |
| 5.  | Darko Raić-Sudar  | 84      |
| 6.  | Vanja Iveša       | 84      |
| 7.  | Dalibor Pauletić  | 84      |
| 8.  | Josip Jerneić     | 71      |
| 9.  | Mateo Sušić       | 72      |
| 10. | Slavko Blagojević | 69      |

- Igrači s najviše postignutih golova u Prvoj HNL:

| #        | Igrač               | Golova |
| -------- | ------------------- | ------ |
| 1.       | Asim Šehić          | 31     |
| 2.       | Dejan Radonjić      | 25     |
| 3.       | Goran Roce          | 18     |
| 4.       | Sandi Križman       | 17     |
| 5.       | Stiven Rivić        | 12     |
| 6. – 7.  | Stipe Bačelić-Grgić | 9      |
| 6. – 7.  | Slavko Blagojević   | 9      |
| 8. – 10. | Tomislav Havojić    | 8      |
| 8. – 10. | Henri Belle         | 8      |
| 8. – 10. | Josip Jerneić       | 8      |

## Poznati bivši igrači
| Igrač                  | Državljanstvo |
| ---------------------- | ------------- |
| Asim Šehić             |               |
| Mateo Sušić            |               |
| Nikola Kalinić         |               |
| Manuel Pamić           |               |
| Dalibor Pauletić       |               |
| Hrvoje Milić           |               |
| Stiven Rivić           |               |
| Mislav Anđelković      |               |
| Antonijo Ježina        |               |
| Dejan Radonjić         |               |
| Sandi Križman          |               |
| Goran Roce             |               |
| Ahmad Sharbini         |               |
| Mathias Chago          |               |
| Mohamed Kalilou Traoré |               |
| Marjan Marković        |               |

## Poznati bivši treneri
| Trener           | Državljanstvo |
| ---------------- | ------------- |
| Elvis Scoria     |               |
| Krunoslav Jurčić |               |
| Nenad Gračan     |               |
| Milivoj Bračun   |               |
| Zoran Vulić      |               |
| Igor Pamić       |               |
| Igor Cvitanović  |               |
| Gonzalo García   |               |

## Unutarnje poveznice
- NK Uljanik Pula (2003.)

## Vanjske poveznice
- Službena stranica  Arhivirana inačica izvorne stranice od 20. siječnja 2013. (Wayback Machine)
- Profil, HNS Semafor